# Nordhalben
Nordhalben település Németországban, azon belül Bajorországban. Lakosainak száma 1626 fő (2023. december 31.).

## Népesség
A település népessége az elmúlt években az alábbi módon változott:
| Lakosok száma | 1734 | 2778 | 2436 | 2352 | 1802 | 1732 | 1695 | 1719 | 1630 | 1626 |
|               | 1875 | 1950 | 1975 | 1987 | 2012 | 2014 | 2016 | 2017 | 2021 | 2023 |